# CG Railway
Die CG Railway ist eine US-amerikanische Class-III-Hafenbahn und Reederei mit Unternehmenssitz in Jacksonville (Florida). Das Unternehmen betreibt eine ungefähr 1540 km lange Eisenbahnfährverbindung im Golf von Mexiko zwischen den Hafenstädten Mobile (Alabama) und Coatzacoalcos, Mexiko. Das Unternehmen gehört zum Genesee & Wyoming-Konzern.
Nachdem CG Railway ihre operative Tätigkeit im Jahr 2001 in Mobile aufgenommen hatte, verlegte sie die US-Seite ihres Geschäfts im Jahr 2004 nach New Orleans, Louisiana. Ihre Einrichtungen im Hafen New Orleans wurden im Jahr 2005 durch den Hurrikan Katrina stark beschädigt. Im Jahr 2007 erteilte die Hafenbehörde des Bundesstaates Alabama der Errichtung eines dem Stand der Technik entsprechenden Eisenbahnfährterminals in Mobile für 19 Millionen US-Dollar seine Zustimmung.  2017 wurde die Seacor Holdings im Rahmen eines Joint-Venture zu 50 % an der Gesellschaft beteiligt. 2024 entschied G&W den Anteil zurückzukaufen und dafür Grupo México Transportes (GMXT) am Unternehmen zu beteiligen.
CG Railway hat in Mobile Anschluss an die nordamerikanischen Eisenbahngesellschaften CSX Transportation, Norfolk Southern Railway, BNSF Railway, Canadian National Railway und Alabama and Gulf Coast Railway, in Coatzacoalcos an die mexikanische Eisenbahngesellschaft Ferrosur.

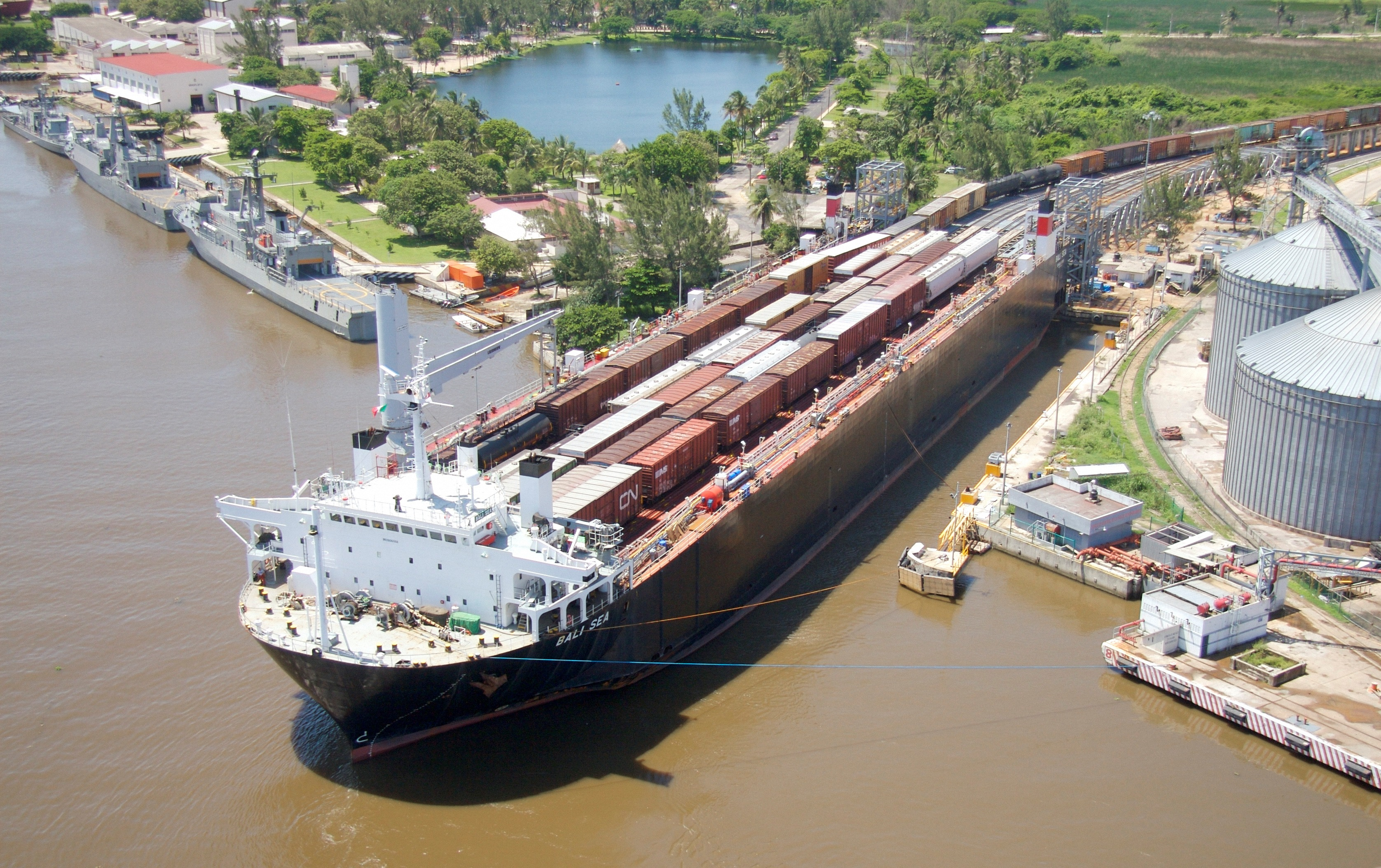
Die bis 2021 betriebene Bali Sea im Hafen von Coatzacoalcos, Mexiko

CG Railway betreibt zwei doppelstöckige Eisenbahnfähren: die Cherokee und deren Schwesterschiff die Mayan (jeweils Baujahr 2021). Beide verkehren mit 14 Knoten Geschwindigkeit in rund zweieinhalb tägiger Überfahrt zwischen Mobile und Coatzacoalcos bis zu vier Mal pro Woche. Die Schiffe können 135 Güterwagen aufnehmen, womit seither eine mehr als doppelt so hohe Transportkapazität zur Verfügung steht. Bis zur Inbetriebnahme dieser Schiffe wurden die Banda Sea und die Bali Sea (beide Baujahr 1982) mit einer Kapazität von 115 Güterwagen und einer Geschwindigkeit von 7 Knoten genutzt.
Das Be- und Entladen der Fährschiffe wird in Mobile von der Eisenbahngesellschaft Terminal Railway Alabama State Docks, einer Tochtergesellschaft der Alabama State Port Authority vorgenommen, in Coatzacoalcos von der Ferrosur. GC Railway betreibt zwei Zweiwegefahrzeuge zur Unterstützung der Rangiertätigkeiten.
CG Railway befördert jährlich etwa 10.000 Güterwagen. Diese transportieren Güter wie Chemikalien und Kunststoffe, Fruktose und Zuckerraffinade, Stahl, Zellstoff und Papier.